# Ernst Höland
Ernst Höland (* 21. Januar 1854 in Großbreitenbach, Thüringen; † 1. Oktober 1923 in Lemgo) war ein deutscher Jurist und Bürgermeister der Stadt Lemgo.

## Leben
Höland war ein Sohn eines Oberlandforstmeisters und besuchte die Gymnasien in Arnstadt und Sondershausen. Er studierte anschließend Rechtswissenschaften an den Universitäten Göttingen und Jena und promovierte als Doktor der Rechte. Die praktische Ausbildung im Justiz- und Verwaltungsdienst erhielt er in Arnstadt, Sondershausen, Ebeleben und Altenburg.
Das Fürstentum Lippe führte 1886 das Dreiklassenwahlrecht nach preußischem Vorbild ein, und Höland war als Jurist offenbar geeignet, die Stadt Lemgo zu führen. Am 23. August 1886 wurde er als Bürgermeister eingesetzt.
Die Stadt Lemgo hatte in der Zeit etwa 6500 Einwohner, und Höland hatte vor, die Stadt zu modernisieren. Er förderte daher das Gewerbe und unterstützte Neugründungen, beispielsweise die Mechanische Weberei von Chr. W. Kracht 1887 und die Möbelfabrik von Gebr. Schlingmann 1897. Auch die Eisenbahn erhielt Mittel, um die Bahnlinie Lage–Lemgo 1896 zu eröffnen. 1897 verhandelte Höland mit Konsul August Louis Wolff über eine Schenkung des Lemgoer Krankenhauses, die spätere „Wolff’sche Stiftung“.
Nach dreißig Jahren im Amt ging Höland 1916 in den Ruhestand.

## Ehrungen
Für Hölands Verdienste verlieh Fürst Leopold IV. zur Lippe ihm 1905 den einmaligen Titel des „Oberbürgermeisters“. Anlässlich des 25. Dienstjubiläums 1911 wurde er mit einer ganzen Titelseite der „Lippischen Post“ geehrte.

## Familie
Höland ließ 1892 ein Wohngebäude für sich und seine Familie am Ostertor in der Bismarckstraße 28 errichten. Er hatte Elise Reif geheiratet, die Tochter Grete Höland heiratete 1916 den späteren SA-Sturmbannführer Walter Steinecke (1888–1975).